# Група 13 на периодичната система
Група 13 на периодичната система е група на периодичната система (бивша IIIA), известна още като „борна група“. В миналото са били използвани тривиалните имена икосагени и триели. Групата включва химичните елементи:
- бор
- алуминий
- галий
- индий
- талий
- нихоний

Борът е металоид, а всички останали елементи от групата са метали. Предполага се, че нихоният, също като предходните елементи от тази група, ще е метал, но химичните и физичните му свойства все още не са добре проучени.